# HMS Hasty (H24)
HMS Hasty (H24) là một tàu khu trục lớp H được Hải quân Hoàng gia Anh Quốc chế tạo vào giữa những năm 1930. Nó được phân về Hạm đội Địa Trung Hải cho đến khi Chiến tranh Thế giới thứ hai bắt đầu, và được chuyển đến Freetown, Sierra Leone vào tháng 10 năm 1939 để truy lùng các tàu cướp tàu buôn Đức ở Nam Đại Tây Dương cùng Lực lượng K. Hasty quay trở về Anh vào đầu năm 1940 và đã bảo vệ cho cuộc triệt thoái binh lính Đồng Minh khỏi Namsos vào đầu tháng 5 trong Chiến dịch Na Uy. Nó được điều động quay trở lại Hạm đội Địa Trung Hải không lâu sau đó và tham gia trận Calabria và trận mũi Spada vào tháng 7, trận mũi Matapan vào tháng 3 năm 1941, cũng như triệt thoái binh lính Anh và Australia khỏi Hy Lạp và Crete trong tháng 4 và tháng 5. Đến tháng 6, nó tham gia chiến dịch Syria-Lebanon, và đã hộ tống các đoàn tàu vận tải và tàu chiến lớn của Hạm đội Địa Trung Hải trong năm tiếp theo. Trong trận Sirte thứ hai vào tháng 3 năm 1942, nó bảo vệ một đoàn tàu vận tải khỏi một thiết giáp hạm và nhiều tàu tuần dương Ý. Đang khi hộ tống một đoàn tàu vận tải khác đi từ Alexandria đến Malta vào tháng 6 năm 1942 trong chiến dịch Vigorous, Hasty trúng ngư lôi phóng từ một tàu phóng lôi E-boat, và bị hư hại nặng đến mức phải bị Hotspur đánh đắm gần Crete vào ngày  15 tháng 6 năm 1942.

## Thiết kế và chế tạo
Hasty có trọng lượng choán nước tiêu chuẩn 1.340 tấn Anh (1.360 t), và lên đến 1.859 tấn Anh (1.889 t) khi đầy tải. Nó có chiều dài chung 323 foot (98,5 m), mạn thuyền rộng 33 foot (10,1 m) và độ sâu của mớn nước là 12 foot 5 inch (3,8 m). Nó được dẫn động bởi hai turbine hơi nước Parsons truyền động ra hai trục chân vịt, sản sinh tổng công suất 34.000 mã lực càng (25.000 kW), cho phép nó đạt tốc độ tối đa 36 hải lý trên giờ (67 km/h; 41 mph). Hơi nước được cung cấp bởi ba nồi hơi ống nước Admiralty. Hasty có thể mang theo tối đa 470 tấn Anh (480 t) dầu đốt, cho phép một tầm hoạt động tối đa 5.530 hải lý (10.240 km; 6.360 mi) ở tốc độ 15 hải lý trên giờ (28 km/h; 17 mph). Thành phần thủy thủ đoàn của nó bao gồm 137 sĩ quan và thủy thủ trong thời bình, nhưng tăng lên đến 146 người trong thời chiến.
Con tàu được trang bị bốn khẩu pháo QF 4,7 inch (120 mm) Mk. XII L/45 trên các tháp pháo nòng đơn. Cho mục đích phòng không, Hasty có hai khẩu đội súng máy 0,5 in (13 mm) Mk.III bốn nòng. Nó còn có hai bệ ống phóng ngư lôi bốn nòng trên mặt nước dành cho ngư lôi 21 in (530 mm). Một đường ray thả mìn sâu và hai máy phóng được trang bị; ban đầu nó mang theo 20 quả mìn sâu, nhưng được tăng lên 35 quả không lâu sau khi chiến tranh bắt đầu.
Hasty được đặt hàng trong Chương trình Chế tạo Hải quân 1934. Nó được đặt lườn vào ngày 15 tháng 4 năm 1935 tại xưởng tàu của hãng William Denny and Brothers ở Dumbarton, Scotland; được hạ thủy vào ngày 5 tháng 5 năm 1936 và hoàn tất vào ngày 11 tháng 11 năm 1936 với chi phí 248.611 Bảng Anh, không tính đến các thiết bị do Bộ Hải quân Anh cung cấp như vũ khí, đạn dược và thiết bị thông tin liên lạc.

### Các cải biến trong chiến tranh
Bắt đầu từ giữa năm 1940, dàn vũ khí phòng không của con tàu được tăng cường, cho dù không thể biết được đích xác thời điểm được nâng cấp. Bệ ống phóng ngư lôi phía sau được thay bằng một khẩu QF 12 pounder 3 inch (76,2 mm) phòng không, và các khẩu đội súng máy Vickers bốn nòng được thay bằng pháo tự động Oerlikon 20 mm, đồng thời hai khẩu Oerlikon 20 mm khác được tăng cường trên cấu trúc thượng tầng phía trước.

## Lịch sử hoạt động
Sau khi nhập biên chế, Hasty được phân về Chi hạm đội Khu trục 2 trực thuộc Hạm đội Địa Trung Hải. Nó được cho tái trang bị tại Xưởng tàu Devonport từ tháng 6 đến tháng 7 năm 1939, và quay trở lại Địa Trung Hải sau khi hoàn tất.
Hasty hộ tống các đoàn tàu vận tải đi lại giữa Port Said, Ai Cập và Gibraltar sau khi Chiến tranh Thế giới thứ hai nổ ra vào tháng 9 năm 1939. Đến tháng 10, con tàu được chuyển đến Freetown, Sierra Leone để truy tìm các tàu cướp tàu buôn Đức ở khu vực Nam Đại Tây Dương cùng Lực lượng K. Nó cùng các tàu chị em HMS Hardy, HMS Hostile và HMS Hereward đã gặp gỡ tàu chiến-tuần dương HMS Renown, tàu sân bay HMS Ark Royal và tàu tuần dương hạng nhẹ HMS Neptune vào ngày 17 tháng 12. Chúng được tiếp nhiên liệu tại Rio de Janeiro, Brasil trước khi tiếp tục đi đến cửa sông Río de la Plata, đề phòng trường hợp chiếc thiết giáp hạm bỏ túi Đức Admiral Graf Spee tìm cách thoát khỏi Montevideo, Uruguay, nơi nó tạm thời tị nạn sau khi bị hư hại trong trận River Plate. Hasty được lệnh quay trở về Anh vào tháng 1 năm 1940, và đã bắt được tàu vượt phong tỏa Đức SS Morea tại Bắc Đại Tây Dương vào ngày 12 tháng 2 lúc đang trên đường đi.
Hasty được điều về Hạm đội Nhà sau khi hoàn tất việc tái trang bị vào tháng 3. Cùng với tàu khu trục Vivien, nó hộ tống cho tàu khu trục Jervis đi đến Newcastle upon Tyne vào ngày 19-20 tháng 3 sau khi chiếc này mắc tai nạn va chạm với một tàu buôn Thụy Điển tại Bắc Hải. Những hư hại cho thời tiết đã ngăn trở nó tham gia các giai đoạn đầu của Chiến dịch Na Uy, nhưng nó đã hộ tống các tàu sân bay Glorious và Ark Royal từ ngày 21 tháng 4, khi chúng tấn công các vị trí của quân Đức ở Na Uy. Hasty là một trong số các tàu hộ tống cho Glorious khi chiếc tàu sân bay quay trở về Scapa Flow vào ngày 27 tháng 4 để tiếp nhiên liệu. Hai ngày sau, nó hộ tống đoàn tàu vận tải triệt thoái binh lính Anh và Pháp khỏi Namsos vào đầu tháng 5.
Hasty cùng với Chi hạm đội Khu trục 2 được lệnh đi đến Địa Trung Hải vào ngày 16 tháng 5; các con tàu đã hộ tống cho thiết giáp hạm Pháp Lorraine cùng ba tàu tuần dương Anh khi chúng bắn phá trong đêm 20-21 tháng 6. Đến ngày 9 tháng 7, Hasty tham gia trận Calabria trong thành phần hộ tống cho các tàu chiến lớn của Lực lượng C, và đã tấn công bất thành các tàu khu trục Ý mà không bị hư hại. Trong Trận chiến mũi Spada vào ngày 19 tháng 7, nó hộ tống cho tàu tuần dương hạng nhẹ Australia HMAS Sydney, và đã cùng với các tàu hộ tống khác cứu vớt khoảng 525 người sống sót từ chiếc tàu tuần dương Ý Bartolomeo Colleoni. Hasty cùng với tàu chị em Havock đã đánh chìm tàu ngầm Ý Berillo vào ngày 2 tháng 10, và đã cứu vớt 47 người sống sót. Sau đó nó hộ tống cho tàu sân bay Illustrious trong trận Taranto vào đêm 11-12 tháng 11; và trong cuộc bắn phá Valona, Albania vào đêm 18-19 tháng 12, nó đã hộ tống cho các thiết giáp hạm Valiant và Warspite.
Hasty tham gia Chiến dịch Excess vào tháng 1 năm 1941, khi nó hộ tống một đoàn tàu vận tải, và sau đó hộ tống thiết giáp hạm Barham đi từ vịnh Souda, Crete đến Alexandria. Đến cuối tháng 2, nó giúp triệt thoái binh lính biệt kích Anh khỏi đảo Kastelorizo ngoài khơi bờ biển Thổ Nhĩ Kỳ trong vùng quần đảo Dodecanese. Nhóm biệt kích này đã đánh bại một nhóm đồn trú nhỏ trong Chiến dịch Abstention, nhưng quân Ý đã đổ bộ lực lượng thành công lên đảo và áp đảo lực lượng Anh.  Trong Trận chiến mũi Matapan vào ngày 28-29 tháng 3, Hasty hộ tống bốn tàu tuần dương hạng nhẹ thuộc Lực lượng B, nhưng đã không trực tiếp tham gia vào trận chiến. Đến ngày 15 tháng 4, nó cùng tàu tuần dương hạng nhẹ Gloucester bắn phá các vị trí quân Ý giữa Bardia và Fort Capuzzo. Vào giữa tháng 4, nó hộ tống cho tàu vận chuyển cao tốc Breconshire và ba thiết giáp hạm đi từ Alexandria đến Malta trước khi tiếp tục hộ tống các thiết giáp hạm khi chúng bắn phá Tripoli vào ngày 20 tháng 4. Sau khi được tiếp nhiên liệu tại Alexandria vào ngày 23 tháng 4, Hasty lên đường đi Hy Lạp bắt đầu việc triệt thoái binh lính Anh và Australia khỏi các bãi biển. Vào ngày 8 tháng 5, một lần nữa nó hộ tống các tàu chiến lớn của Hạm đội Địa Trung Hải khi chúng bảo vệ cho một đoàn tàu vận tải khác đi từ Alexandria đến Malta. Hasty hộ tống các tàu tuần dương hạng nhẹ HMS Orion và Dido khi chúng đánh chặn một đoàn tàu vận tải Đức tìm cách đổ bộ lực lượng lên Crete trong đêm 21-22 tháng 5. Con tàu tham gia triệt thoái binh lính Anh và khối Thịnh Vượng Chung khỏi Crete vào cuối tháng 5.
Hasty đã bắn phá các vị trí của phe Vichy Pháp tại Liban vào ngày 4 tháng 7 trong khuôn khổ Chiến dịch Syria-Lebanon, rồi trải qua hầu hết thời gian còn lại của năm hộ tống các đoàn tàu vận tải đi đến Tobruk. Vào ngày 25 tháng 11, nó đang hộ tống cho các tàu chiến lớn của Hạm đội Địa Trung Hải khi thiết giáp hạm Barham bị đắm do trúng ngư lôi từ tàu ngầm Đức U-331. Đang khi hộ tống một đoàn tàu vận tải, nó đã cùng với tàu chị em Hotspur đánh chìm tàu ngầm Đức U-79 ở phía Bắc Sollum vào ngày 23 tháng 12. Sang tháng 1 năm 1942, nó hộ tống các đoàn tàu vận tải MF.3 và MF.4 đi từ Alexandria đến Malta, rồi chuyển sang lực lượng bảo vệ cho Đoàn tàu MF.5 vào giữa tháng 2. Nó được điều sang Chi hạm đội Khu trục 22 vào ngày 24 tháng 2. Hasty đang hộ tống cho các tàu buôn của Đoàn tàu MW.10 khi Trận Sirte thứ hai bắt đầu vào ngày 22 tháng 3, nhưng nó đã bảo vệ đoàn tàu khỏi sự tấn công của thiết giáp hạm Ý Littorio và ba tàu tuần dương nhờ các cuộc tấn công ngư lôi dưới sự che chở của làn khói và một cơn bão. Đang khi bảo vệ cho một đoàn tàu vận tải lớn đi Malta trong khuôn khổ Chiến dịch Vigorous, Hasty trúng phải ngư lôi từ tàu phóng lôi Đức E-Boat S-55. Quả ngư lôi phát nổ đã thổi tung hầu hết cấu trúc mũi tàu, làm thiệt mạng 13 người, và khiến cả hai phòng nồi hơi bắt đầu ngập nước. Tàu chị em Hotspur đã cứu vớt thủy thủ đoàn rồi phóng ngư lôi đánh đắm nó vào sáng ngày 15 tháng 6 năm 1942, ở tọa độ 34°10′B 22°0′Đ / 34,167°B 22°Đ.